# Chris Collins (cestista)
Christopher Ryan Collins, detto Chris (19 aprile 1974), è un allenatore di pallacanestro ed ex cestista statunitense.

## Biografia
È il figlio dell'ex cestista ed allenatore Doug Collins.